# 二宮歩美
二宮 歩美（にのみや あゆみ、1984年9月24日 - ）は千葉県出身のタレント、元グラビアアイドルである。個人事務所「WB」代表。MCやタレントのキャスティング、プロデュース、制作などをメインに自身でもMCや、キャスターを担っている。

## 略歴
2000年代にグラビアアイドルとしてデビュー。2010年3月31日付けでリップを契約満了で退所した後、フリー（バグジー提携（2011年 - 2013年6月）→リップ提携（2013年7月 - ））で活動を続け、2015年4月1日に新事務所「WB」を設立、代表。タレント、MCの派遣を始め、主にキャスティング、プロデュース、制作などを受け持っている。
2014年6月9日に結婚。以降も競輪番組のMCなど経営と並行してタレントとして活動を行う。

## 人物
小柄ながらもグラマラスな肢体で、グラビアアイドルとして人気を得る。
女子サッカー選手の宮間あやは高校の同級生である。

## 出演

### テレビ
- 秋葉原放送局（2003年4月-2クール、スカイパーフェクTV!）
- テンパイ!（2003年4月-2クール、テレビ東京）
- おしゃれ!アイドル学園（2003年10月～1クール、テレビ東京）
- エンタdeパンチ（2004年3月-、スカイパーフェクTV!）
- お台場系bikiniでまにゅまにゅ（2004年8月-、BSフジ）
- ビバーチェ（2004年8月-1クール、インターネット放送）
- あきと由佳のIdol Park（2005年12月、エンタ!371）
- 大笑点（2006年1月、日本テレビ）
- ランキンコロシアム（2006年4月-6月、テレビ東京）
- シックスハンター（2006年4月-、テレビ愛知）
- ランブリングフィッシュ（2006年7月-、KBS京都）
- ミラクルH（2006年7月、テレビ東京）
- パチろ～!（2006年10月-、奈良テレビ放送）
- 極楽満喫!グラドル温泉（2007年、MONDO21）
- グラビアトークオーディション(フジテレビ)
- 占い師 天尽第7話（2007年、CBC）
- えみり・ジェンヌ（2007年、GyaO）
- むちゃぶり!1stシーズン（2007年6月24日、TBS）
- 志村けんのだいじょうぶだぁII志村診察室 ゲスト（2008年1月、フジテレビ）
- Beach Angels（2008年、TBSチャンネル）
- 川崎競輪中継（スピードチャンネル）（スカパー!）
- 前橋競輪中継（スピードチャンネル）（スカパー!）

### ラジオ
- JUNGLE PARADISE（2004年～2クール、FM FUJI）
- J-HITS POWER STATION（水曜日担当、FM FUJI）
- Morning Veiw(2015年1月～　水曜担当　ラジオ成田)
- Radio Cafe(2015年1月～　水曜担当　ラジオ成田)
- Milestone Sunday(2015年4月～　日曜担当　ラジオ成田)

### 舞台
- 劇団エッヘ「人情番長春彦・純情街道初恋峠編」（2006年12月29日-2007年1月3日、お台場フジテレビ内 マルチシアター）

### オリジナルビデオ
- 稲川淳二 恐怖の現場シリーズ
  - 真相・恐怖の現場 ～禁断の地再び～ VOL.1
  - 真相・恐怖の現場 ～禁断の地再び～ VOL.3
  - 真相・恐怖の現場 ～恐怖の検証～ VOL.4
  - 真相・恐怖の現場 ～恐怖の検証～ VOL.5
  - 真相・恐怖の現場 ～恐怖の検証～ VOL.6
  - 解明・恐怖の現場 ～終わらない最恐伝説～ VOL.1
  - 解明・恐怖の現場 ～終わらない最恐伝説～ VOL.2
  - 解明・恐怖の現場 ～終わらない最恐伝説～ VOL.3
  - 四国巡礼・恐怖の現場 ～本当にあった“死国”88霊場～ VOL.3
  - 恐怖の現場 最終章 ～禁断の地 永久に、永遠に～ VOL.1
  - 恐怖の現場 最終章Part2 ～終わりの始まり～ VOL.1

## グラビア関連

### 写真集
- birth（2004年9月、アスコム、撮影：西条彰仁）ISBN　978-4776201991

### フォトアルバム
- フォトアルバム～記憶～（2004年4月、祥伝社）

### トレーディングカード
- Peach（2005年12月、さくら堂）

## Video&DVD
- Nature(2003年12月、ヤマギワソフト)
- Nino（2004年5月、ラインコミュニケーションズ）
- にのに（2004年10月、ラインコミュニケーションズ）
- にのさん（2005年1月、日本クラウン）
- 二宮歩美Nino BOX（2005年4月、ラインコミュニケーションズ）
- ニノヨン（2005年6月、ラインコミュニケーションズ）[3]
- Ayu-mix（2005年9月、竹書房）
- Nino Rock（2006年1月、フォーサイド・ドット・コム）
- ニノセブン（2006年10月、ビデオメーカー）
- Nino∞（2007年4月、トリコ）
- Ayu ready?（2008年9月、エアーコントロール ）
- にの満載 （2010年1月、BNS）

## その他
- 日経ベストPC+デジタル（2004年10月～、日経BP社）
- 夕刊フジ　エンジョイしナイト!!（2014年11月～　競輪コラム掲載）

## プロデュース
- マイファーマーチャンネル（2015年4月～　ニコ生）
- e-SHINBUN girls（2015年4月～　イメージガール）